# Smalarmad sjöstjärna
Smalarmad sjöstjärna (Leptasterias danica) är en sjöstjärneart som först beskrevs av Levinsen 1887.  Smalarmad sjöstjärna ingår i släktet Leptasterias och familjen trollsjöstjärnor. Arten är reproducerande i Sverige. Inga underarter finns listade i Catalogue of Life.